# Čierna voda (Kleine Donau)
Die Čierna voda (deutsch „Schwarzwasser“) ist ein Fluss in der Westslowakei. Die Länge ist je nach Quelle unterschiedlich: 55,2 km oder 105,5 km. Dies hängt davon ab, ob man den Arm Stará Čierna voda zum Hauptfluss zählt. Die Čierna voda ist ein typischer Tiefland-Fluss mit zahlreichen Mäandern, Armen sowie Kanälen, die den Fluss mit anderen Gewässern verbinden.
Der Fluss entsteht durch Zusammenfluss mehrerer Bäche bei Svätý Jur, die allesamt in den Kleinen Karpaten im Bereich zwischen Svätý Jur und Pezinok entspringen; der größte ist dabei die Blatina. Gleich danach fließt die Čierna voda durch das Naturreservat Šúr, ein Feuchtgebiet mit Resten des ursprünglichen Erlenwalds und Torfmooren. Anschließend verläuft der Fluss durch das Donautiefland östlich von Bratislava in östlicher Richtung; durchflossene Orte sind Čierna Voda (Ortsteil von Chorvátsky Grob), Bernolákovo, Nová Dedinka, Tureň und Kráľová pri Senci. Nördlich von Veľké Úľany ändert der Fluss seine überwiegende Richtung nach Süden und Südosten; bei Čierna Voda zweigt eine künstlich gebaute Verbindung ab, die westlich von Tomášikovo in die Kleine Donau mündet.
Nach dem Abzweig heißt der Fluss Stará Čierna voda und fließt durch Vozokany und Tomášikovo und wendet sich in östliche Richtung, bis er bei Kráľov Brod den Dudváh aufnimmt. Auf dem letzten Abschnitt fließt die Stará Čierna voda wieder nach Süden und mündet südlich von Dolný Chotár und östlich von Topoľníky in die Kleine Donau.